# Kabinet mincí v Drážďanech

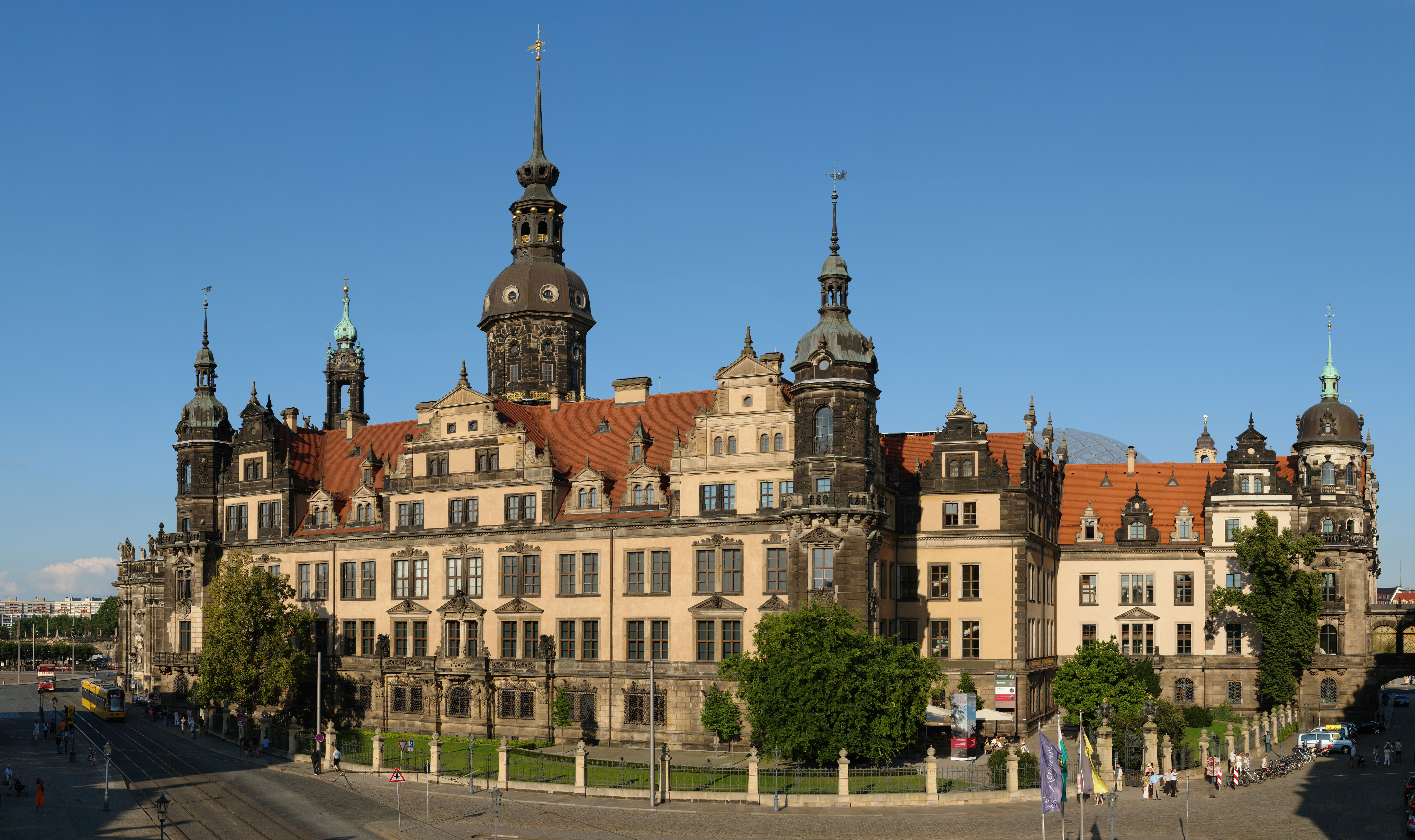
Rezidenční zámek

Kabinet mincí je numismatická sbírka v Drážďanech. Je součástní Státních uměleckých sbírek Drážďany a
jde o soubor historických mincí, bankovek, medailí, cenných papírů, řádů a vyznamenání, pečetí a pečetidel. Dále se zde nachází různé vybavení a přístroje pocházející z počátku 16. století, které souvisejí s ražbou mincí. Jedná se o jednu z nejstarších německých sbírek mincí. Obsahuje okolo 300 000 kusů exponátů, což z ní činí po berlínské a mnichovské sbírce třetí největší sbírku v Německu a jednu z nerozsáhlejších a nejznámějších v Evropě.

## Historie

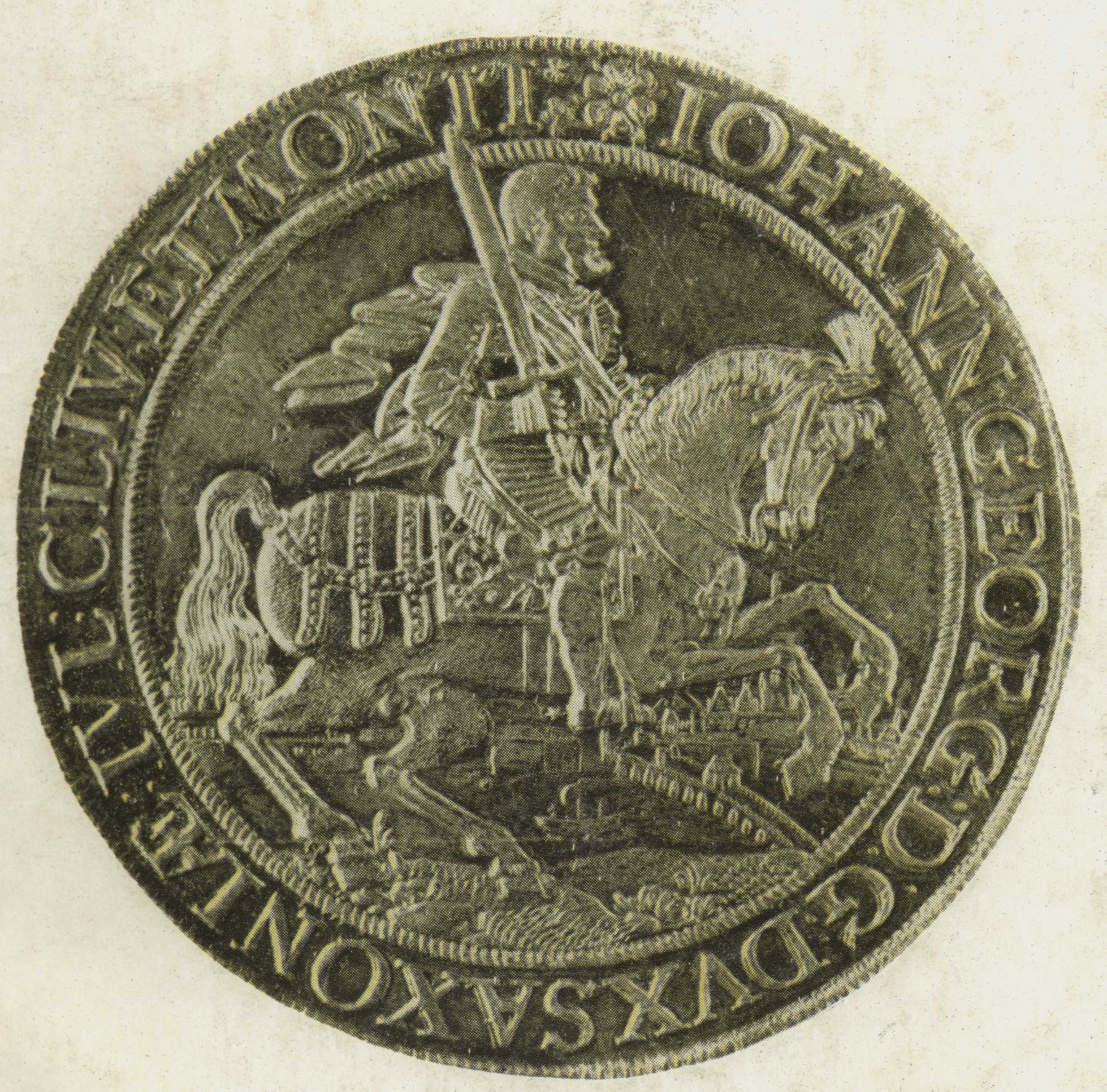
Tolar z roku 1628 s vyobrazením saského kurfiřta Jana Jiřího I. Saského

Sbírka sahá až do doby Jiřího Vousatého. Již z roku 1518 pochází první zmínka o německém medailistovi Hansu Schwarzovi, který je návrhářem několika medailí sbírky.
Kurfiřt August rozšířil sbírku o dílo známých mincařů, jako byl Valentin Maler z Norimberku nebo Tobias Wolff z Vratislavi. Jan Jiří II. Saský nechal sbírku roztřídit a nově uspořádat.
Sbírka byla významně rozšiřována také v průběhu 18. století díky kurfiřtům, kteří měli ve sbírání mincí zálibu. Úzce s nimi je spjat August Silný. V roce 1716 rozšířil sbírku o mince generálů z Birckholtzu a v roce 1718 přidal do sbírky velmi staré mince z pozůstalosti po Moritzovi Wilhelmovi von Sachsen-Zeitz.
Po roce 1743 byla sbírka přemístěna do Taschenberského paláce. Roku 1786 za vlády kurfiřta Fridricha Augusta III. Saského (od roku 1806 král Friedrich August I. Saský) byla sbírka společně s knihovnou a sbírkou antických starožitností přemístěna do Japonského paláce, který byl nově přestavěn na „Museum Saxonicum“.
Za vlády krále Friedricha Augusta I. Saského se do kabinetu mincí dostalo mnoho velkých soukromých sbírek. Mezi nimi například kabinet grošů od radního Davida Samuela von Madai s 9 000 mincemi a sbírka zlatých mincí ze sbírky kaplana Abbé Josepha Gottharta Baumgartena. V této době se sběratelská činnost stále více soustředila na mince z období středověku a na saské mince.
V roce 1831 se kabinet mincí dostal pod státní správu. S touto změnou přišly nové finanční prostředky. Z pozůstalosti po prof. Moritzovi Steinlovi mohly být v roce 1858 pořízeny starověké mince. V 70. letech 18. století se spojila středověká sbírka s více než 29 000 exponáty s knihovnou, která v této době obsahovala 1 400 svazků z pozůstalosti Rudolfa Benna von Römer.
V roce 1877 se Kabinet mincí přestěhoval do Rezidenčního zámku (Residenzschloss) ve Starém městě. Mezi lety 1911 a 1954 byl umístěn v administrativní budově vedle zámku. Největším nákupem této doby byla v roce 1916 sbírka malých mincí Geinitz s 39 000 kusy.
Během druhé světové války se ze sbírky žádné exponáty neztratily, avšak administrativní budova, kde byla sbírka umístěna, byla totálně zničena nálety na Drážďany v únoru roku 1945. Po druhé světové válce byla sbírka přemístěna do SSSR. V letech 1958 a 1959 se sbírka vrátila do Drážďan, avšak bez souvisejících knih a časopisů. Výstava byla umístěna do Albertina, protože Rezidenční zámek a administrativní budova nebyly ještě opraveny. Prostory v Albertinu byly však velmi omezené, proto byly vystaveny jen některé exponáty.
Díky rekonstrukci Rezidenčního zámku je sbírka od června 2015 opět k vidění na svém původním místě.